# 鳴門秘帖
『鳴門秘帖』（なるとひちょう/なるとひじょう）は、吉川英治の長編小説である。1926年8月11日から翌年10月14日まで、「大阪毎日新聞」に連載された。
謎に囲まれた阿波に潜入しようとする青年隠密と、それを阻もうとする阿波藩士の戦いに、青年隠密を恋い慕う女性の恋情を組み入れたものである。
中里介山『大菩薩峠』、白井喬二『富士に立つ影』と並ぶ、大衆文学を開拓した作品で、伝奇小説黎明期の傑作である。

## 作品解説
当時毎日新聞の学芸部長は、病のため薄田泣菫の代わりに、阿部眞之助が務めていた。阿部は当時「サンデー毎日」の代表作家白井喬二に目をつけ執筆を依頼しようとしたが、編集長に断られてしまう。のち白井は「報知新聞」に『富士に立つ影』を連載、これに対抗しようと考え講談社に作家の調査を依頼、そこで指名されたのが吉川英治であった。
執筆にあたり、伊上凡骨の案で阿波に興味を示し、司馬江漢の随筆『春波楼筆記』にヒントを得た作品である。蜂須賀重喜は30代で蟄居を命じられ、72歳まで生きた。作者は重喜の蟄居の裏には大きな謎があるとふみ、伝奇時代小説の伝統を踏まえつつ、宝暦事件で敗れた竹内式部、明和事件で敗れた山県大弐といった公卿の存在を鍵に、重喜が幕府転覆の黒幕であるという想像を盛り込んでいる。
読者からの人気は高く、当時の大衆小説の代表的作品となった。新聞連載中に映画化、戦後にも映像化されている。
「秘帖」の本文中のルビは「ひじょう」となっているが、「ひちょう」と呼ばれて流通している。
続篇「続鳴門秘帖」が雑誌「文芸倶楽部」に連載されたが未完に終わり、現在に至るまで単行本化されていない。

## あらすじ
江戸時代中期、幕府打倒の陰謀が発覚した（宝暦事件）。幕府は、黒幕を阿波の徳島藩主たる蜂須賀重喜とにらみ、甲賀の隠密世阿弥を潜伏させる。しかしそれから10年、阿波は鎖国し、世阿弥は行方知れずのまま。世阿弥の仲間の中に真実を知るために阿波潜入を試みる者たちがいた。
虚無僧姿に身を包む隠密・法月弦之丞（のりづき げんのじょう）もその一人である。世阿弥の娘であるお千絵は弦之丞に想いを寄せるが、弦之丞が隠密であるため、その願いはかなわない。
女スリの見返りお綱は、意図せず俵一八郎の阿波潜入の計画を挫いてしまう。彼の意思を継いだ法月弦之丞だが、その行く手を阿波藩士らが阻もうとする。天堂一角、お十夜孫兵衛、旅川周馬らは、弦之丞を亡き者としようとし、江戸から付け狙う。反省しスリをやめた見返りお綱は、目明かしの万吉と共に江戸から法月弦之丞を追うが…。

## 登場人物
- 法月 弦之丞 （のりづき げんのじょう）- 主人公。無住心剣夕雲流の使い手。
- 甲賀 世阿弥（こうが ぜあみ） - 隠密組宗家。阿波に捕らわれている。
- 見返りお綱（みかえりおつな） - 江戸のスリ。
- お千絵（おちよ） - 世阿弥の娘。弦之丞に想いを寄せる。
- 蜂須賀 重喜（はちすか しげよし）  - 黒幕とされる徳島藩第10代藩主。
- 天堂 一角（てんどう いっかく） - 阿波の原士[1][2]
- お十夜 孫兵衛（おじゅうや まごべえ） - 辻斬り。元阿波川島の原士。ソボロ助広の大刀を使う。常に、風呂に入る時も、お十夜頭巾をかぶっている。
- 旅川 周馬（たびかわ しゅうま） - お十夜孫兵衛、天堂一角と共に法月弦之丞をねらう。お千絵に横恋慕しており、江戸の屋敷に監禁する。総髪でニキビ顔。
- 俵 一八郎（たわら いっぱちろう） - 天満組同心。宝暦の変の黒幕が蜂須賀家ではないかと進言し、阿波の内情を探っている。鳩使い。
- 常木 鴻山（つねき こうざん） - 元天満与力。俵一八郎の上役。宝暦の変の黒幕が蜂須賀家ではないかと進言し、阿波の内情を探っている。
- 万吉（まんきち） - 目明し。鴻山や俵の部下。十手持ち。
- 平賀 源内（ひらが げんない） - 作品では讃岐出身の医師として活躍する。
- 竹屋 三位卿 有村（たけや さんみきょう ありむら） - 徳島藩に居候している公家。行動的で頭も回り、武芸も得意である。宝暦事件の首謀者であった。
- 三輪と乙吉（みわ と おときち） - 角兵衛獅子の姉弟。

## 書誌情報
- 永井荷風 ほか 著、鈴木貞美 編『編年体大正文学全集』 第15巻（大正15年）、ゆまに書房、2003年5月。ISBN 4-89714-904-5。
- 『鳴門秘帖』 前編、大阪毎日新聞社・東京日日新聞社、1927年3月10日。NDLJP:1191530。
- 『鳴門秘帖』 後編、大阪毎日新聞社・東京日日新聞社、1933年11月。
- 『現代大衆文学全集（吉川英治集）』 第9巻、平凡社、1928年1月。 - 著者の肖像あり。
- 『吉川英治全集』 第9巻 鳴門秘帖（前篇）、平凡社、1931-1933。
- 『吉川英治全集』 第10巻 鳴門秘帖（後篇）、平凡社、1932-1933。
- 『鳴門秘帖』平凡社〈大衆文学名作選 第1巻〉、1935年。
- 『鳴門秘帖』 上卷、新潮社、1939年2月。
- 『鳴門秘帖』 中巻、向日書館、1948年。
- 『鳴門秘帖』 上巻、向日書館、1952年。
- 『鳴門秘帖』 中巻、向日書館、1952年。
- 『鳴門秘帖』 下巻、向日書館、1952年。
- 『鳴門秘帖』 第1巻、同光社、1956年。
- 『鳴門秘帖』 第2巻、同光社、1956年。
- 『鳴門秘帖』 第3巻、同光社、1956年。
- 『鳴門秘帖』 上、光風社、1959年。
- 『鳴門秘帖』 下、光風社、1959年。
- 『鳴門秘帖』 上巻、中央公論社、1962年。
- 『鳴門秘帖』 下巻、中央公論社、1962年。
- 『吉川英治全集』 第2巻（鳴門秘帖）、講談社、1966年。
- 『鳴門秘帖』六興出版、1970年。
- 『昭和国民文学全集』 1（吉川英治集）、筑摩書房、1973年。
- 『鳴門秘帖』 1巻、講談社〈吉川英治文庫 5〉、1975年。ISBN 4-06-142005-4。
- 『鳴門秘帖』 2巻、講談社〈吉川英治文庫 6〉、1975年。ISBN 4-06-142006-2。
- 『鳴門秘帖』 3巻、講談社〈吉川英治文庫 7〉、1975年。ISBN 4-06-142007-0。
- 『鳴門秘帖』 上（新装版）、六興出版、1977年1月。
- 『鳴門秘帖』 下（新装版）、六興出版、1977年1月。
- 吉川英明 責任編集『吉川英治全集』 3巻、講談社、1980年12月。ISBN 4-06-146303-9。 - 付録（8p）：鳴門秘帖の旅。
- 『鳴門秘帖』 1巻、講談社〈吉川英治歴史時代文庫 2〉、1989年9月。ISBN 4-06-196502-6。
- 『鳴門秘帖』 2巻、講談社〈吉川英治歴史時代文庫 3〉、1989年9月。ISBN 4-06-196503-4。
- 『鳴門秘帖』 3巻、講談社〈吉川英治歴史時代文庫 4〉、1989年10月。ISBN 4-06-196504-2。

### 原作
- 『NHK金曜ドラマ』 鳴門秘帖　上、吉川英治 原作、石山透 脚本、重金碩之 構成、日本放送出版協会、1977年5月。
- 『NHK金曜ドラマ』 鳴門秘帖　下、吉川英治 原作、石山透 脚本、重金碩之 構成、日本放送出版協会、1977年12月。

## 映像化作品

### 映画
- 『鳴門秘帖』（1926 - 27年、日活。全7部。辻吉郎監督。谷崎十郎主演）
- 『鳴門秘帖』（1926 - 27年、マキノ映画。全7部。沼田紅緑（のち城戸品郎）監督。市川右太衛門（のち嵐長三郎）主演）
- 『鳴門秘帖』（1926年、東亜キネマ。第一篇のみ。村越章二郎監督。光岡龍三郎主演）
- 『鳴門秘帖 前篇 本土篇』『後篇 鳴門篇』（1936 - 1937年、嵐寛寿郎プロダクション・新興。吉田保次監督。嵐寛寿郎主演）
- 『甲賀屋敷』（1949年、大映。衣笠貞之助演出。長谷川一夫主演）
- 『鳴門秘帖』（1954年、東映。前・後篇。渡辺邦男監督。市川右太衛門主演）
- 『鳴門秘帖』（1957年、大映。衣笠貞之助監督。長谷川一夫、市川雷蔵主演）
- 『鳴門秘帖』『鳴門秘帖 完結篇』（1961年、東映。内出好吉監督。鶴田浩二主演）

### テレビドラマ
- 『鳴門秘帖』（1959年、KRテレビ（現、TBS）。水島道太郎主演、原保美助演）
  - 土曜22:00 - 22:30の『NEC劇場』（日本電気一社提供）で放送。
- 『鳴門秘帖』（1966年、MBS。高橋悦史、扇千景主演）
  - 火曜21:00 - 22:00で放送。NET火曜21時では初の1時間ドラマ。
- 『鳴門秘帖』（1977 - 78年、NHK。田村正和主演）
  - 『金曜時代劇』最終作。NHKアーカイブスでは、現在全44話が視聴者からの提供などにより保存されている。第14回では阿波踊りの生中継とドラマを組み合わせるという実験的な試みも行われた[3]。
- 『鳴門秘帖・時代劇スペシャル』（1990年4月10日、TBS。杉良太郎主演）
  - 歴代唯一の単発作（火曜20:00 - 22:54）、そしてTBSでは31年振りの放送。また1966年版を制作した毎日放送は、1975年4月の「腸捻転解消」でNET系列からTBS系列に移動したため、2種の作品をネットとなった。
- 『鳴門秘帖』（2018年、NHK。山本耕史主演）
  - NHK BSプレミアム『BS時代劇』で放送。連続10回[4]。

| KRT NEC劇場                                                      | KRT NEC劇場           | KRT NEC劇場  |
| 前番組                                                           | 番組名                | 次番組       |
| ---------------------------------------------------------------- | --------------------- | ------------ |
| 維新風雲録                                                       | 鳴門秘帖 （1959年版） | 朝焼け富士   |
| NET系列 火曜21時枠                                               |                       |              |
| かわいい魔女ジニー （21:00 - 21:30）涙の歌謡曲 （21:30 - 22:00） | 鳴門秘帖 （1966年）   | 富士に立つ影 |

## 舞台
1979年、特別公演鳴門秘帖　田村正和、三林京子。